# Eurocopa de fútbol sala de 1996
El Campeonato Europeo de Fútbol Sala de la UEFA de 1996 tuvo lugar entre el 8 y el 14 de enero en España. Fue la primera edición de este campeonato europeo regulado de los equipos nacionales de fútbol sala.
España consiguió su primera corona continental, tras vencer en la final a Rusia por 5-3.

## Equipos participantes
18 equipos miembros de la UEFA se inscribieron para participar en el torneo. De ellos, 6 se clasificaron para participar en la Fase Final. Las clasificatorias para la Eurocopa se realizaron entre el 23 y el 28 de octubre de 1995.
La selección de España como representante del país anfitrión quedó clasificada directamente para la Fase Final.
Los primeros países participantes fueron:
| Bélgica | España | Holanda | Italia | Rusia | Ucrania |  |
| 1 Philippe Marche 2 Youssef El Guir 3 Stefan Goossens 4 Marcel Claesen 5 Jesse Verstraeten 6 Benjamin Meurs 7 Ivan Hechtermans 8 Bart Michiels 9 Pasquale Cocco 10 Tim Vergauwen 11 Herman Beyers 12 Geert Buve Ent. Damien Knabben | 1 Jesús Clavería Domínguez 2 Julio García Mera 3 Javi Limones 4 Francisco José Torres Fuentes 5 Vicente Martínez Bas 6 Antonio Sánchez García 7 José Lucas Mena 8 Lorente 9 Javi Sánchez 10 Paulo Roberto 11 Adeva 12 Juan Luis Barragán Rodríguez Ent. Javier Lozano Cid | 1 Michel Wentzel 2 Moestafa Talha 3 Hendrikus Lettinck 4 Hendrik Leatemia 5 Johannes Ludwig 6 Anouk Roest 7 Eric Merk 8 Hjalmar Hoekema 9 Edwin Grünholz 10 John De Bever 11 John Keur 12 Lambert Kok Ent. Ron Groenewoud | 1 Francesco Paolo Fradella 2 Davide Mura 3 Salvatore Zaffiro 4 Ivano Roma 5 Gianni Faiola 6 Andrea Fama 7 Massimo Quattrini 8 Alfredo Esposito 9 Massimo Riscino 10 Gabriele Caleca 11 Andrea Piccinini 12 Massimo Rinaldi Ent. Carlo Facchin | 1 Oleg Denisov 2 Konstantin Eremenko 3 Valeri Lennikov 4 Alexander Verizhnikov 5 Temur Alekberov 6 Nail Zakerov 7 Vadim Iachine 8 Dmitri Gorine 9 Alexei Kisselev 10 Arkadiy Belyy 11 Dmitri Eremine 12 Ilya Samokhin Ent. Semen Andreev | 1 Oleg Zozulya 2 Yuriy Usakovskyy 3 Serhiy Usakovskyy 4 Oleg Bezuglyy 5 Taras Vonyarkha 6 Yuriy Mirgorodski 7 Oleg Solodovnyk 8 Olexandr Kosenko 9 Olexandr Moskalyuk 10 Serhiy Fedorenko 11 Igor Moskvychov 12 Volodymyr Triboy Ent. Gennadiy Lysenchuk |  |

### Ronda de Clasificación
En la Ronda de Clasificación los 17 equipos se distribuyeron en 2 grupos de 6 equipos y 1 grupo de 5 equipos y de ellos los vencedores de cada grupo y los dos mejores clasificados pasaron a jugar la Fase Final. La Ronda de Clasificación se disputó entre el 23 y el 28 de octubre de 1995.

## Organización

### Sede
| Arena     | Pabellón Vista Alegre |
| --------- | --------------------- |
| Imagen    |                       |
| Ciudad    | Córdoba               |
| Capacidad | 4,000                 |

## Resultados

### Primera ronda
(8 de enero - 10 de enero)

#### Grupo A
| Equipo  | Pts | PJ | PG | PE | PP | GF | GC | Dif |
| ------- | --- | -- | -- | -- | -- | -- | -- | --- |
| España  | 4   | 2  | 1  | 1  | 0  | 4  | 3  | +1  |
| Bélgica | 3   | 2  | 1  | 0  | 1  | 3  | 2  | +1  |
| Holanda | 1   | 2  | 0  | 1  | 1  | 2  | 4  | -2  |

##### Resultados
| Jornada 1; 8 de enero de 1996 19:45 UTC+1 | España                                                                         | 2-1     | Bélgica                                                                                        | Palacio Municipal de Deportes Vista Alegre, Córdoba (España) | |
|                                           | Vicente Martínez Bas 19'01 · Paulo Roberto 32'02 · Vicente Martínez Bas 22'00' | Reporte | 35'03 Youssef El Guir · 03'00' Youssef El Guir · 10'00' Stefan Goossens · 30'00' Herman Beyers | Árbitro(s): Primer árbitro: Lars Gerner (DEN) Segundo árbitro: Stefan Tivold (SVN) Tercer árbitro: Joaquim Jose Bento Marques (POR) Mesa: Alexis Ponnet (BEL) Delegado UEFA: Tom van der Hulst (NED) | Árbitro(s): Primer árbitro: Lars Gerner (DEN) Segundo árbitro: Stefan Tivold (SVN) Tercer árbitro: Joaquim Jose Bento Marques (POR) Mesa: Alexis Ponnet (BEL) Delegado UEFA: Tom van der Hulst (NED) |

| Jornada 2; 9 de enero de 1996 17:45 UTC+1 | Países Bajos                                    | 0-2     | Bélgica | Palacio Municipal de Deportes Vista Alegre, Córdoba (España) | |
|                                           | · Moestafa Talha 19'00' · Edwin Grünholz 34'00' | Reporte | 17'01 Benjamin Meurs · 39'02 Stefan Goossens · 13'00' Herman Beyers · 26'00' Pasquale Cocco · 33'00' Tim Vergauwen | Árbitro(s): Primer árbitro: Joaquim Jose Bento Marques (POR) Segundo árbitro: Sándor Piller (HUN) Tercer árbitro: Charles Schaack (LUX) Mesa: Alexis Ponnet (BEL) Delegado UEFA: Sándor Berzi (HUN) | Árbitro(s): Primer árbitro: Joaquim Jose Bento Marques (POR) Segundo árbitro: Sándor Piller (HUN) Tercer árbitro: Charles Schaack (LUX) Mesa: Alexis Ponnet (BEL) Delegado UEFA: Sándor Berzi (HUN) |

| Jornada 3; 10 de enero de 1996 19:00 UTC+1 | España                                                                                              | 2-2     | Países Bajos                                                                           | Palacio Municipal de Deportes Vista Alegre, Córdoba (España)                                                                                      | |
|                                            | Paulo Roberto 12'01 · Antonio Sánchez García 18'02 · Javi Sánchez 22'00' · Julio García Mera 28'00' | Reporte | 28'03 Hendrik Leatemia · 36'04 John De Bever · 12'00' John Keur · 37'00' John De Bever | Árbitro(s): Primer árbitro: Stefan Tivold (SVN) Segundo árbitro: Bohdan Benedik (SVK) Mesa: Alexis Ponnet (BEL) Delegado UEFA: Sándor Berzi (HUN) | Árbitro(s): Primer árbitro: Stefan Tivold (SVN) Segundo árbitro: Bohdan Benedik (SVK) Mesa: Alexis Ponnet (BEL) Delegado UEFA: Sándor Berzi (HUN) |

#### Grupo B
| Equipo  | Pts | PJ | PG | PE | PP | GF | GC | Dif |
| ------- | --- | -- | -- | -- | -- | -- | -- | --- |
| Rusia   | 6   | 2  | 2  | 0  | 0  | 8  | 3  | +5  |
| Italia  | 3   | 2  | 1  | 0  | 1  | 7  | 8  | -1  |
| Ucrania | 0   | 2  | 0  | 0  | 2  | 5  | 9  | -4  |

##### Resultados
| Jornada 1; 8 de enero de 1996 21:30 UTC+1 | Rusia                                                                                            | 3-2     | Ucrania                                      | Palacio Municipal de Deportes Vista Alegre, Córdoba (España) | |
|                                           | Dmitri Gorine 12'01 · Konstantin Eremenko 14'02 · Temur Alekberov 35'05 · Valeri Lennikov 30'00' | Reporte | 26'03 Yuriy Usakovskyy · 33'04 Oleg Bezuglyy | Árbitro(s): Primer árbitro: Sándor Piller (HUN) Segundo árbitro: Charles Schaack (LUX) Tercer árbitro: Joaquim Jose Bento Marques (POR) Mesa: Alexis Ponnet (BEL) Delegado UEFA: Petr Fousek (CZE) | Árbitro(s): Primer árbitro: Sándor Piller (HUN) Segundo árbitro: Charles Schaack (LUX) Tercer árbitro: Joaquim Jose Bento Marques (POR) Mesa: Alexis Ponnet (BEL) Delegado UEFA: Petr Fousek (CZE) |

| Jornada 2; 9 de enero de 1996 19:45 UTC+1 | Italia | 6-3     | Ucrania                                                                                       | Palacio Municipal de Deportes Vista Alegre, Córdoba (España)                                                                                   | |
|                                           | Massimo Riscino 01'01 · Gianni Faiola 12'02, 30'08 · Massimo Quattrini 24'04, 24'05 · Andrea Fama 29'06 · Gianni Faiola 36'00' | Reporte | 18'03 Igor Moskvychov · 29'07 Oleg Bezuglyy · 39'09 Serhiy Fedorenko · 29'00' Taras Vonyarkha | Árbitro(s): Primer árbitro: Bohdan Benedik (SVK) Segundo árbitro: Lars Gerner (DEN) Mesa: Alexis Ponnet (BEL) Delegado UEFA: Petr Fousek (CZE) | Árbitro(s): Primer árbitro: Bohdan Benedik (SVK) Segundo árbitro: Lars Gerner (DEN) Mesa: Alexis Ponnet (BEL) Delegado UEFA: Petr Fousek (CZE) |

| Jornada 3; 10 de enero de 1996 17:00 UTC+1 | Rusia | 5-1     | Italia                                                                                          | Palacio Municipal de Deportes Vista Alegre, Córdoba (España) | |
|                                            | Konstantin Eremenko 14'01, 18'03, 19'04 · Alexei Kisselev 16'02 · Arkadiy Belyy 39'06 · Konstantin Eremenko 09'00' · Ilya Samokhin 17'00' · Dmitri Eremine 38'00' | Reporte | 35'05 Massimo Quattrini · 18'00' Andrea Piccinini · 30'00' Alfredo Esposito · 31'00' Ivano Roma | Árbitro(s): Primer árbitro: Charles Schaack (LUX) Segundo árbitro: Joaquim Jose Bento Marques (POR) Mesa: Alexis Ponnet (BEL) Delegado UEFA: Tom van der Hulst (NED) | Árbitro(s): Primer árbitro: Charles Schaack (LUX) Segundo árbitro: Joaquim Jose Bento Marques (POR) Mesa: Alexis Ponnet (BEL) Delegado UEFA: Tom van der Hulst (NED) |

### Cuadro final
|  | Semifinales         | Semifinales         |   |        | Final                    | Final                    |  |
|  | 12 de enero de 1996 | 12 de enero de 1996 |   |        | 13 y 14 de enero de 1996 | 13 y 14 de enero de 1996 |  |
|  |                     |                     |   |        |                          |                          |  |
|  |                     |                     |   |        |                          |                          |  |
|  | España              | 4                   |   |        |                          |                          |  |
|  | Italia              | 1                   |   |        |                          |                          |  |
|  |                     |                     |   |        |                          |                          |  |
|  |                     |                     |   |        |                          |                          |  |
|  |                     |                     |   |        | España                   | 5                        |  |
|  |                     | Rusia               | 3 |        |                          |                          |  |
|  |                     |                     |   |        |                          |                          |  |
|  |                     |                     |   |        |                          |                          |  |
|  |                     |                     |   |        | Tercer lugar             |                          |  |
|  |                     |                     |   |        |                          |                          |  |
|  | Rusia               | 6                   |   | Italia | 2                        |                          |  |
|  | Bélgica             | 2                   |   |        | Bélgica                  | 3                        |  |

#### Resultados
| Semifinales; 12 de enero de 1996 19:45 UTC+1 | España | 4-1     | Italia                                                                                           | Palacio Municipal de Deportes Vista Alegre, Córdoba (España)                                                                                  | |
|                                              | Vicente Martínez Bas 03'01 · Paulo Roberto 17'02, 31'03 · Julio García Mera 39'04 · Francisco José Torres Fuentes 37'00' | Reporte | 39'05 Gabriele Caleca · 24'00' Andrea Fama · 31'00' Salvatore Zaffiro · 33'00' Massimo Quattrini | Árbitro(s): Primer árbitro: Lars Gerner (DEN) Segundo árbitro: Sándor Piller (HUN) Mesa: Alexis Ponnet (BEL) Delegado UEFA: Petr Fousek (CZE) | Árbitro(s): Primer árbitro: Lars Gerner (DEN) Segundo árbitro: Sándor Piller (HUN) Mesa: Alexis Ponnet (BEL) Delegado UEFA: Petr Fousek (CZE) |

| Semifinales; 12 de enero de 1996 17:45 UTC+1 | Rusia                                                                                        | 6-2     | Bélgica                                                              | Palacio Municipal de Deportes Vista Alegre, Córdoba (España)                                                                                           | |
|                                              | Dmitri Gorine 01'01, 15'04 · Alexei Kisselev 14'03, 28'06 · Konstantin Eremenko 31'07, 38'08 | Reporte | 10'02 Pasquale Cocco · 19'05 Marcel Claesen · 36'00' Stefan Goossens | Árbitro(s): Primer árbitro: Stefan Tivold (SVN) Segundo árbitro: Bohdan Benedik (SVK) Mesa: Alexis Ponnet (BEL) Delegado UEFA: Tom van der Hulst (NED) | Árbitro(s): Primer árbitro: Stefan Tivold (SVN) Segundo árbitro: Bohdan Benedik (SVK) Mesa: Alexis Ponnet (BEL) Delegado UEFA: Tom van der Hulst (NED) |

| 5º y 6º Puesto; 13 de enero de 1996 17:00 UTC+1 | Países Bajos                                              | 3-3 (t. s.)(3-4 t. s.) | Ucrania                                                                                                   | Palacio Municipal de Deportes Vista Alegre, Córdoba (España)                                                                                                   | |
|                                                 | John De Bever 08'01 · Anouk Roest 20'04 · Eric Merk 24'06 | Reporte                | 16'02(p.p) Hendrik Leatemia · 19'03 Yuriy Usakovskyy · 22'05, 43'07 Igor Moskvychov · 27'00' Oleg Zozulya | Árbitro(s): Primer árbitro: Joaquim Jose Bento Marques (POR) Segundo árbitro: Bohdan Benedik (SVK) Mesa: Alexis Ponnet (BEL) Delegado UEFA: Sándor Berzi (HUN) | Árbitro(s): Primer árbitro: Joaquim Jose Bento Marques (POR) Segundo árbitro: Bohdan Benedik (SVK) Mesa: Alexis Ponnet (BEL) Delegado UEFA: Sándor Berzi (HUN) |

| 3º y 4º Puesto; 13 de enero de 1996 19:00 UTC+1 | Italia                                                                  | 2-2 (t. s.)(2-3 t. s.) | Bélgica                                                                                   | Palacio Municipal de Deportes Vista Alegre, Córdoba (España)                                                                                      | |
|                                                 | Andrea Piccinini 11'02 · Gabriele Caleca 39'04 · Massimo Riscino 49'00' | Reporte                | 10'01 Pasquale Cocco · 22'03 Herman Beyers · 48'05 Benjamin Meurs · 49'00' Pasquale Cocco | Árbitro(s): Primer árbitro: Charles Schaack (LUX) Segundo árbitro: Stefan Tivold (SVN) Mesa: Alexis Ponnet (BEL) Delegado UEFA: Petr Fousek (CZE) | Árbitro(s): Primer árbitro: Charles Schaack (LUX) Segundo árbitro: Stefan Tivold (SVN) Mesa: Alexis Ponnet (BEL) Delegado UEFA: Petr Fousek (CZE) |

| Final; 14 de enero de 1996 12:00 UTC+1 | España                                                                                 | 5-3     | Rusia | Palacio Municipal de Deportes Vista Alegre, Córdoba (España) | |
|                                        | Vicente Martínez Bas 11'01, 26'30, 26'45, 33'08 · Paulo Roberto 19'55 · Lorente 25'00' | Reporte | 19'50 Alexei Kisselev · 21'04, 31'07 Konstantin Eremenko · 19'00' Valeri Lennikov · 33'30' Konstantin Eremenko | Árbitro(s): Primer árbitro: Sándor Piller (HUN) Segundo árbitro: Lars Gerner (DEN) Tercer árbitro: Stefan Tivold (SVN) Mesa: Alexis Ponnet (BEL) Delegado UEFA: Tom van der Hulst (NED) | Árbitro(s): Primer árbitro: Sándor Piller (HUN) Segundo árbitro: Lars Gerner (DEN) Tercer árbitro: Stefan Tivold (SVN) Mesa: Alexis Ponnet (BEL) Delegado UEFA: Tom van der Hulst (NED) |

| Spain          |
| Campeón ESPAÑA |
| Primer título  |

## Estadísticas

### Medallero
|    | España  |
|    | Rusia   |
|    | Bélgica |
| 4º | Italia  |
| 5º | Ucrania |
| 6º | Holanda |

### Tabla Estadística Eurocopa de Futsal 1996
|   | Equipo  | Pts | PJ | PG | PE | PP | GF | GC | Dif | Rend  |
| - | ------- | --- | -- | -- | -- | -- | -- | -- | --- | ----- |
| 1 | España  | 10  | 4  | 3  | 1  | 0  | 13 | 7  | +6  | 83,3% |
| 2 | Rusia   | 9   | 4  | 3  | 0  | 1  | 17 | 10 | +7  | 75%   |
| 3 | Bélgica | 6   | 4  | 2  | 0  | 2  | 8  | 10 | -2  | 50%   |
| 4 | Ucrania | 3   | 3  | 1  | 0  | 2  | 9  | 12 | -3  | 33,3% |
| 5 | Italia  | 3   | 4  | 1  | 0  | 3  | 10 | 15 | -5  | 25%   |
| 6 | Holanda | 1   | 3  | 0  | 1  | 2  | 5  | 8  | -3  | 11,1% |

### Goleadores
| Jugador                | Selección | Goles |
| ---------------------- | --------- | ----- |
| Konstantin Eremenko    | Rusia     | 8     |
| Vicente Martínez Bas   | España    | 6     |
| Paulo Roberto          | España    | 5     |
| Alexei Kisselev        | Rusia     | 4     |
| Massimo Quattrini      | Italia    | 3     |
| Dmitri Gorine          | Rusia     | 3     |
| Igor Moskvychov        | Ucrania   | 3     |
| Benjamin Meurs         | Bélgica   | 2     |
| Pasquale Cocco         | Bélgica   | 2     |
| John De Bever          | Holanda   | 2     |
| Gabriele Caleca        | Italia    | 2     |
| Gianni Faiola          | Italia    | 2     |
| Oleg Bezuglyy          | Ucrania   | 2     |
| Yuriy Usakovskyy       | Ucrania   | 2     |
| Herman Beyers          | Bélgica   | 1     |
| Marcel Claesen         | Bélgica   | 1     |
| Stefan Goossens        | Bélgica   | 1     |
| Youssef El Guir        | Bélgica   | 1     |
| Antonio Sánchez García | España    | 1     |
| Julio García Mera      | España    | 1     |
| Anouk Roest            | Holanda   | 1     |
| Eric Merk              | Holanda   | 1     |
| Hendrik Leatemia       | Holanda   | 1     |
| Andrea Fama            | Italia    | 1     |
| Andrea Piccinini       | Italia    | 1     |
| Massimo Riscino        | Italia    | 1     |
| Arkadiy Belyy          | Rusia     | 1     |
| Temur Alekberov        | Rusia     | 1     |
| Serhiy Fedorenko       | Ucrania   | 1     |

### Tarjetas
| Jugador                       | Selección | Expulsado | Amonestado |
| ----------------------------- | --------- | --------- | ---------- |
| Stefan Goossens               | Bélgica   | 1         | 1          |
| Konstantin Eremenko           | Rusia     | 1         | 1          |
| Salvatore Zaffiro             | Italia    | 1         |            |
| Herman Beyers                 | Bélgica   |           | 2          |
| Pasquale Cocco                | Bélgica   |           | 2          |
| Valeri Lennikov               | Rusia     |           | 2          |
| Tim Vergauwen                 | Bélgica   |           | 1          |
| Youssef El Guir               | Bélgica   |           | 1          |
| Francisco José Torres Fuentes | España    |           | 1          |
| Javi Sánchez                  | España    |           | 1          |
| Julio García Mera             | España    |           | 1          |
| Vicente Martínez Bas          | España    |           | 1          |
| Lorente                       | España    |           | 1          |
| Edwin Grünholz                | Holanda   |           | 1          |
| John De Bever                 | Holanda   |           | 1          |
| John Keur                     | Holanda   |           | 1          |
| Moestafa Talha                | Holanda   |           | 1          |
| Alfredo Esposito              | Italia    |           | 1          |
| Andrea Fama                   | Italia    |           | 1          |
| Andrea Piccinini              | Italia    |           | 1          |
| Gianni Faiola                 | Italia    |           | 1          |
| Ivano Roma                    | Italia    |           | 1          |
| Massimo Quattrini             | Italia    |           | 1          |
| Massimo Riscino               | Italia    |           | 1          |
| Dmitri Eremine                | Rusia     |           | 1          |
| Ilya Samokhin                 | Rusia     |           | 1          |
| Taras Vonyarkha               | Ucrania   |           | 1          |
| Oleg Zozulya                  | Ucrania   |           | 1          |